# Петровський Микола Неонович
Микола Неонович Петровський (14 (26) листопада 1894, Кудрівка — 20 липня 1951) — український  історик-медієвіст, археограф, дослідник історії України XVII—XVIII століть, член-кореспондент АН УРСР (з 12 лютого 1945 року). Більшовицький дипломат у післявоєнний час.
Жертва сталінського терору.

## Біографія
Народився 26 (14 листопада) 1894 року в селі Кудрівці Сосницького повіту Чернігівської губернії (нині Сосницького району Чернігівської області). В 1915 році закінчив Чернігівську духовну семінарію; в 1919 році — історичне відділення Історико-філологічного інституту князя Безбородька в Ніжині. Кандидатський твір: «Польсько-козацькі війни до Богдана Хмельницького» (1919, наукові керівники — Г. А. Максимович, В. Г. Ляскоронський).
У 1919—1923 роках вчителював у школах Чернігівщини. В 1924—1928 роках — викладач історії, в 1928—1933 роках — професор Ніжинського інституту народної освіти. У 1925—1926 роках — науковий співробітник, 1926—1933 роках — керівник історичної секції Науково-дослідницької кафедри історії культури і мови при Ніжининському інституті народної освіти. В 1928—1930 роках — науковий співробітник Науково-дослідницької кафедри історії України при ВУАН.
1928 арештований групою НКВД СССР «за націоналістичну діяльність», але незабаром випущений. Проте припинив друкуватися на кілька років, згорнувши співпрацю із провідним колом істориків, зокрема Левом Окіншевичем.
У 1934—1936 роках — науковий співробітник рукописного відділу і відділу стародруків Всенародної бібліотеки України. В 1937—1941 роках — старший науковий співробітник Інституту історії України АН УРСР. В 1939 році захистив докторську дисертацію в Інституті історії АН СРСР.
Професор (1928, 1939). В 1941—1942 роках — старший науковий співробітник Інституту суспільних наук АН УРСР, в 1942—1944 роках — директор Інституту історії та археології АН УРСР, в 1944—1947 роках — директор, в 1947—1951 роках — завідувач відділу археографії Інституту історії України АН УРСР. Одночасно з 1944 року — завідувач кафедри історії України Київського державного університету.
Консультант Міністерства закордонних справ УРСР. Член делегацій УРСР на Асамблеях ООН у Сан-Франциско (1945) та Лондоні (1946), а також на мирній конференції в Парижі (1946). Працював у Всеслов'янському комітеті. Розпочав серію статей «Українські діячі XVII ст.» (1929—1931). Упорядкував хрестоматію «Історія України в документах і матеріалах» (Том 1. — Київ, 1939; видання 2. — Київ, 1946, у співавторстві). Співавтор, співредактор колективних праць «Історія України: короткий курс» (Київ, 1940) та «Нарис історії України» (Уфа, 1942).
Нагороджений орденом Трудового Червоного Прапора (1944), медалями.

Могила Миколи Петровського

Певний час жив у Києві, на вулиці Михайла Коцюбинського, 9. Помер 20 липня 1951 року. Похований в Києві на Лук'янівському цвинтарі (ділянка №11, ряд 5, місце 26).

## Праці
- До історії м. Ніжина // Записки Ніжинського ІНО. — Кн. 1. — Ніжин, 1925.
- До історії полкового устрою Гетьманщини // Там само. — Кн.9. — 1929.
- До Історії Руїни // Там само. — Кн.8. — 1928.
- До питання про певність відомостей літопису Самовидця й про автора літопису // Там само. — Кн. 6. — 1926.
- До біографії Івана Богуна // Записки Ніжинського Інституту Народньої Освіти кн. X (1930 р.)
- Нариси історії України XVII — початку XVIII ст. (Досліди над Літописом Самовидця);— X., 1930.
- Псевдодіяріуш Самійла Зорки // ЗІФВ ВУАН. — Кн. 17. — К., 1928.
- Три Поповичі // Там само. — Кн.7. — 1927.

### Ідеологічні роботи
- Хронологія історії України. — Вип. 1. — К., 1938.
- Богдан Хмельницький. — Саратов, 1942; М., 1944.
- Визвольна війна українського народу проти шляхетської Польщі і приєднання України до Росії.
- Нариси з історії України. — Вип. IV. — К., 1939.
- Военное прошлое украинского народа. — М., 1939.
- Іван Богун. — Саратов, 1942.
- Максим Кривонос. — К., 1944.
- Петровський М. Возз'єднання українського народу в єдиній Український Радянській Державі (1944)
- Західна Україна (1945)